# Silvio Guterres Dutra
Dom Silvio Guterres Dutra (Encruzilhada do Sul, 6 de junho de 1966) é um bispo católico brasileiro.

## Biografia
Nascido em junho de 1966, no município de Encruzilhada do Sul, no Estado do Rio Grande do Sul, padre Sílvio cursou Filosofia na Faculdade de Filosofia Imaculada Conceição e Teologia no Centro de Estudos Teológicos João Vianney. Fez Mestrado em Teologia Pastoral junto à Universidade Lateranense, em Roma.
Padre Sílvio foi ordenado sacerdote em 1993, na Paróquia Nossa Senhora dos Navegantes, em Charqueadas, por dom Altamiro Rossato. No exercício do ministério presbiteral cumpriu as funções de professor de Teologia Pastoral, junto a Pontifícia Universidade Católica do Rio Grande do Sul (PUC-RS); coordenador de pastoral do Vicariato Episcopal de Guaíba; membro do Conselho de Presbíteros; membro do Colégio de Consultores; membro da coordenação da Pastoral presbiteral; coordenador da Comissão arquidiocesana para os Ministérios Ordenados e a Vida Consagrada, entre outras funções.
Em 1993, Padre Silvio assumiu, em Camaquã, sua primeira paróquia, como vigário. Como pároco, já passou pelas paróquias Santa Ana, Nossa Senhora do Montserrat, Madre Teresa de Calcutá, em Porto Alegre, e Nossa Senhora de Fátima, em Guaíba. Assumiu como vice-reitor do Seminário Maior de Viamão em 2012, e como reitor em 2013. “O ministério ordenado vale a pena quando o coração não é pequeno. Quando existe generosidade e abertura de coração, e isto tu tens, que Deus te ilumine!”, afirmou o Arcebispo de Porto Alegre e presidente do Regional Sul 3 da CNBB, Dom Jaime Spengler, ao agradecer a dedicação de seu presbítero.
(Fonte: Arquidiocese de Porto Alegre)
Em 09 de maio de 2018, o Papa Francisco nomeou-o como bispo diocesano de Vacaria. Sua ordenação episcopal ocorreu no dia 22 de julho de 2018, em Charqueadas, em missa presidida por Dom Frei Jaime Spengler.